# Hervé (componist)

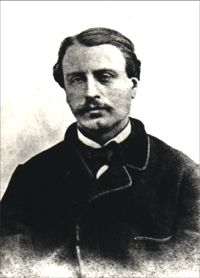
Componist Hervé

Hervé, pseudoniem van: Florimond Ronger (Houdain, 30 juni 1825 – Parijs, 3 november 1892) was een Frans operettecomponist, zanger, acteur en dirigent.
Hervé studeerde compositie bij Daniel Auber (1782-1871) en opende in 1854 het kleine Folies Concertantes-theater in Parijs.
Hij componeerde in totaal ongeveer 80 operettes. Hij was een van de grondleggers van de Franse satirische operette. Een van zijn navolgers hierin was de componist Jacques Offenbach. Ook schreef hij liederen en balletten.
Vanaf 1856 werkte hij onder andere in Londen en Caïro als acteur, zanger en dirigent.

## Werken (selectie)
- Chilpéric (1868)
- Le petit Faust (1869)
- Le nouvel Aladin (1871)
- Mam'zelle Nitouche (1883)
- Les bagatelles (1890)